# Tramwaje w Changchunie

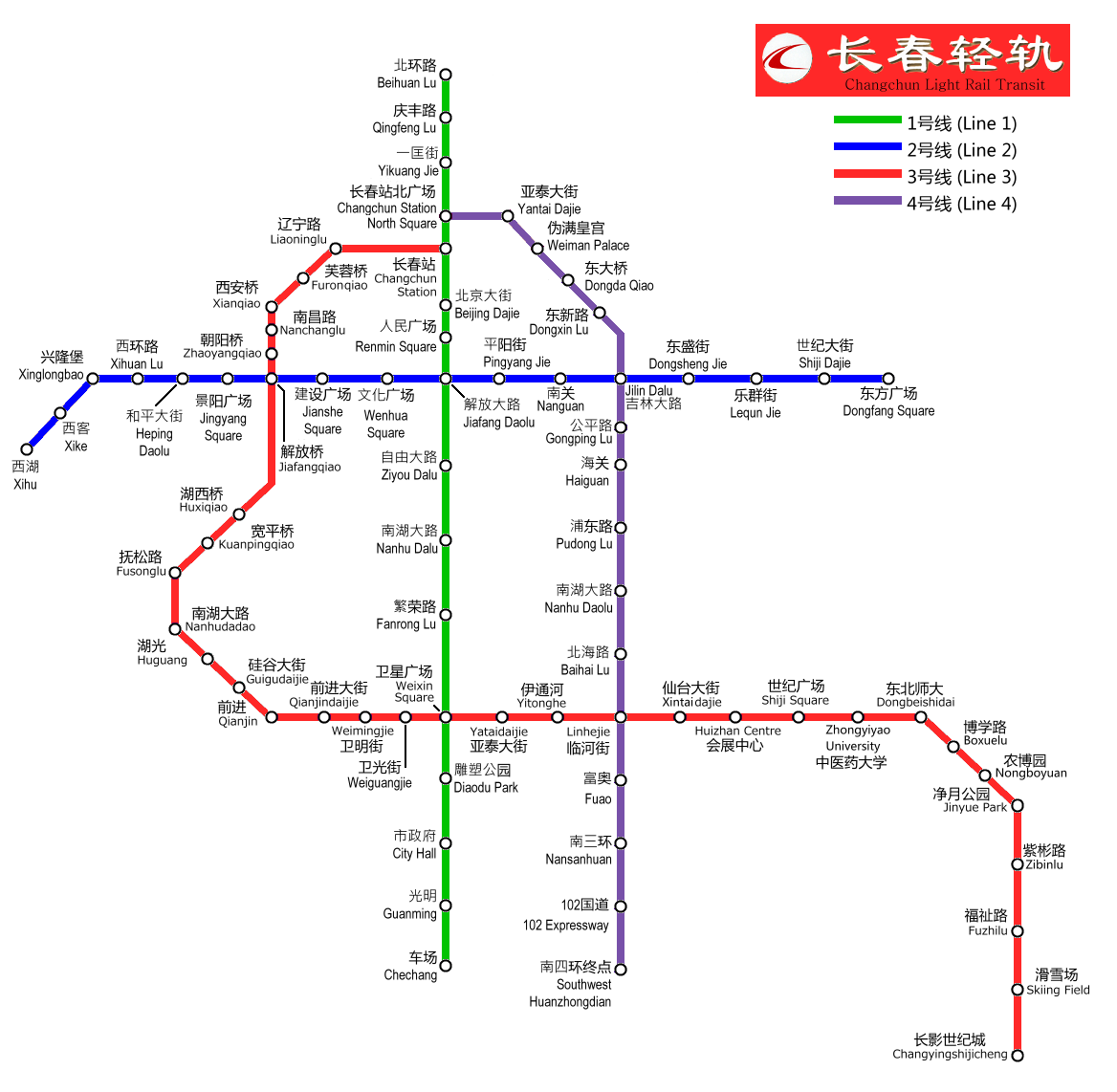
Mapa planowanych i istniejących linii tramwajowych

Tramwaje w Changchun − system komunikacji tramwajowej działający w chińskim mieście Changchun.

## Historia
Tramwaje w Changchun uruchomiono 11 listopada 1941. W 1942 w mieście były 4 linie o łącznej długości 17,7 km. Po wojnie rozbudowywano system i w 1960 w Changchun było 6 linii o łącznej długości 52,6 km. Później rozpoczęła się stopniowa likwidacja sieci tramwajowej. W 1987 były tylko 3 linie o długości 18,3 km. 
W październiku 2002 uruchomiono nową linię szybkiego tramwaju. Trasa wiedzie od dworca kolejowego do Weiguangjie. W 2003 rozpoczęto budowę drugiej części linii do Jingyuetan National Forest Park ale została przerwana na rok. Po roku wznowiono budowę. Uruchomienie tego odcinka nastąpiło 26 grudnia 2006. Pierwszy odcinek miał długość 14,6 km, a drugi 17 km. Istniejąca linia ma nr 3. Planowana jest dalsza rozbudowa tras – wydłużenie istniejącej linii i budowa nowych:
- nr 1: Yongchun−Lanjia, długość 20 km
- nr 2: Xike Station−Economic Development Zone, długość ok. 20 km
- nr 4: Nansihuan−dworzec północny, długość ok. 17 km

W przyszłości planowana jest budowa piątej linii na trasie Xinglongtuan−Fufengtuan. 
Cały tabor do obsługi nowych linii pochodzi z Changchun Railway Car Company.